# WDC World Darts Championship 1997

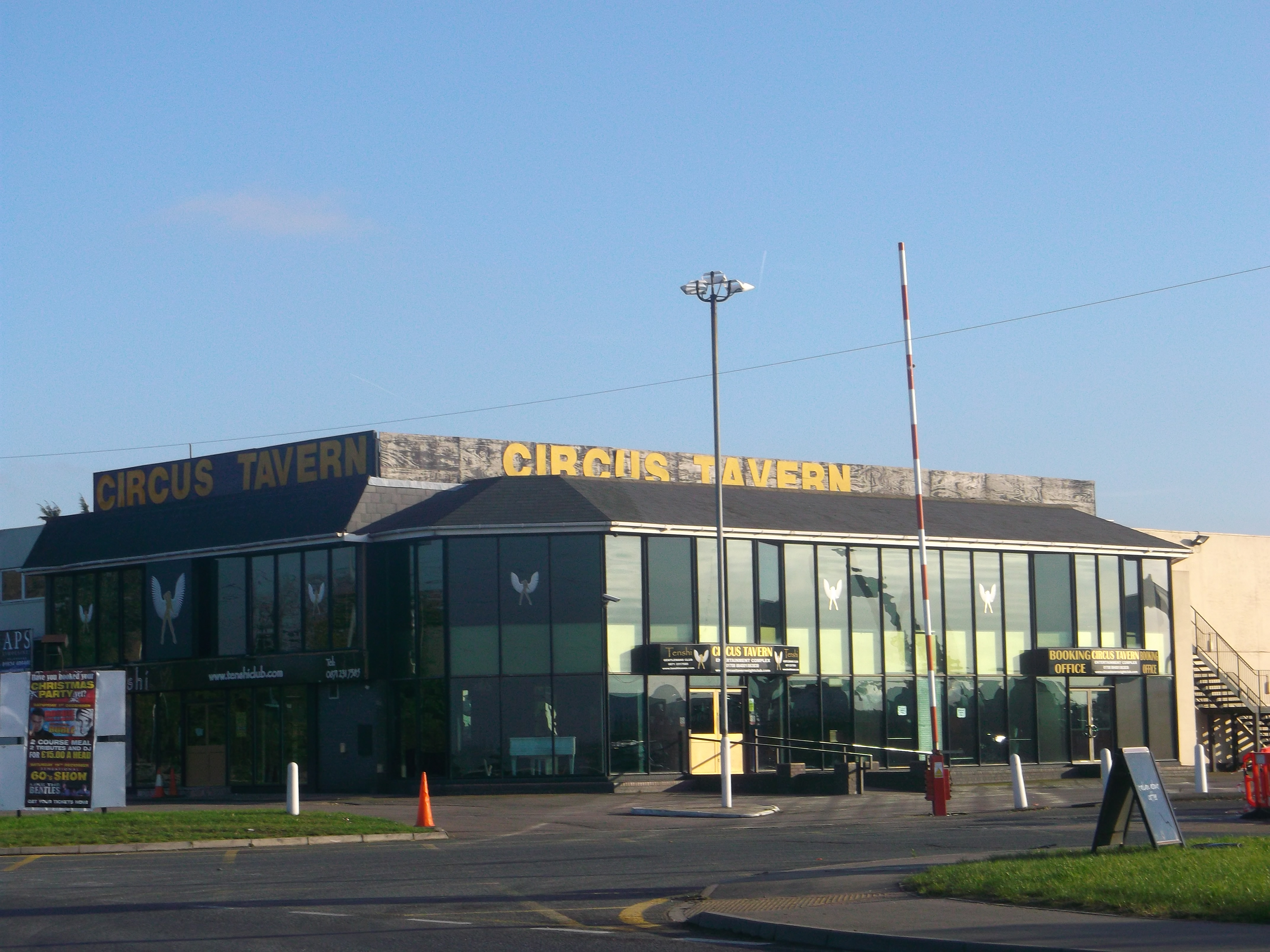
Die Circus Tavern, Austragungsort der Weltmeisterschaft

Die Red Band World Darts Championship 1997 wurde vom 29. Dezember 1996 bis zum 5. Januar 1997 in der Circus Tavern in Purfleet, Essex ausgetragen und war die vierte vom World Darts Council (WDC, im Sommer 1997 in PDC umbenannt) ausgerichtete Weltmeisterschaft. Im Finale, einer Neuauflage der Finalbegegnung des Vorjahres, besiegte der Engländer Phil Taylor erneut seinen Landsmann Dennis Priestley mit 6:3.

## Debütanten
Es war die erste PDC-Weltmeisterschaft für Paul Lim, der aktuell den Rekord als ältester Spieler bei einer Weltmeisterschaft hält.
Peter Manley war das erste Mal überhaupt bei einer Weltmeisterschaft vertreten. Er sollte später drei Mal das Finale des Wettbewerbs erreichen.
| Setzposition | Spieler      | Ergebnis     | Vorherige Teilnahmen bei der BDO |
| ------------ | ------------ | ------------ | -------------------------------- |
| Q            | Paul Lim     | Gruppenphase | 12                               |
| Q            | Chris Mason  | Gruppenphase | 1                                |
| Q            | Peter Manley | Vorrunde     | nein                             |

## Setzliste
| Nr. | Spieler          | Erreichte Runde |
| --- | ---------------- | --------------- |
| 01. | Dennis Priestley | Finale          |
| 02. | Phil Taylor      | Sieg            |
| 03. | Bob Anderson     | Gruppenphase    |
| 04. | Peter Evison     | Halbfinale      |

| Nr. | Spieler        | Erreichte Runde |
| --- | -------------- | --------------- |
| 05. | Jamie Harvey   | Viertelfinale   |
| 06. | Alan Warriner  | Viertelfinale   |
| 07. | Keith Deller   | Viertelfinale   |
| 08. | Rod Harrington | Viertelfinale   |

## Preisgelder
Insgesamt wurde ein Preisgeld von 99.500 Pfund ausgeschüttet. Dabei erhielten der Weltmeister £ 45.000, der Finalist £ 10.000, die Halbfinalisten £ 5.000 respektive £ 4.000 und die Viertelfinalisten jeweils £ 3.000. Den übrigen Teilnehmern standen jeweils £ 1.500 für den zweiten und £ 1.250 für den dritten Rang in der Gruppenphase zu. Das höchste Finish wurde mit £ 1.500 ausgezeichnet.

## Turnierplan

### Vorrunde
Die sechs Spieler mit geteilter Ranglistenposition spielten in einer Vorrunde die drei verbliebenen Plätze für die Gruppenphase aus.
| Spieler 1            | Ergebnis | Spieler 2          |
| -------------------- | -------- | ------------------ |
| Richie Gardner 85,89 | 3:1      | Dave Kelly 78,20   |
| Paul Lim 90,00       | 3:2      | Tom Kirby 83,00    |
| Chris Mason 95,05    | 3:0      | Peter Manley 89,10 |

### Gruppenphase
Die Teilnehmer wurden in acht Gruppen zu je drei Spielern aufgeteilt. Das erste Match (29. Dezember) einer Gruppe bestritten der gesetzte Spieler A und der ungesetzte B, das zweite Match (30. Dezember) trugen der Verlierer aus Match 1 und der ungesetzte Spieler C aus; das dritte Match aller Gruppen folgte am 1. Januar. Der Gruppensieger zog ins Viertelfinale ein, wo das Turnier im Pokalsystem fortgesetzt wurde.

#### Obere Hälfte
Gruppe A
| Spieler 1          | Ergebnis | Spieler 2          |
| ------------------ | -------- | ------------------ |
| Bob Anderson 85,10 | 1:3      | Eric Bristow 87,47 |
| Bob Anderson 80,06 | 3:1      | Gary Mawson 78,63  |
| Eric Bristow 81,17 | 1:3      | Gary Mawson 80,96  |

| Rang | Spieler          | S | N | Sätze | Punkte |
| ---- | ---------------- | - | - | ----- | ------ |
| 1    | Eric Bristow     | 1 | 1 | 4:4   | 2      |
| 2    | Bob Anderson (3) | 1 | 1 | 4:4   | 2      |
| 3    | Gary Mawson      | 1 | 1 | 4:4   | 2      |

Gruppe B
| Spieler 1             | Ergebnis | Spieler 2             |
| --------------------- | -------- | --------------------- |
| Alan Warriner 86,01   | 3:1      | Larry Butler 80,73    |
| Graeme Stoddart 87,89 | 3:1      | Larry Butler 80,58    |
| Alan Warriner 91,07   | 3:1      | Graeme Stoddart 86,96 |

| Rang | Spieler           | S | N | Sätze | Punkte |
| ---- | ----------------- | - | - | ----- | ------ |
| 1    | Alan Warriner (6) | 2 | 0 | 6:2   | 4      |
| 2    | Graeme Stoddart   | 1 | 1 | 4:4   | 2      |
| 3    | Larry Butler      | 0 | 2 | 2:6   | 0      |

Gruppe C
| Spieler 1          | Ergebnis | Spieler 2           |
| ------------------ | -------- | ------------------- |
| Keith Deller 83,49 | 3:0      | Kevin Spiolek 75,97 |
| Dennis Smith 82,18 | 3:0      | Kevin Spiolek 69,06 |
| Keith Deller 83,79 | 3:2      | Dennis Smith 85,71  |

| Rang | Spieler          | S | N | Sätze | Punkte |
| ---- | ---------------- | - | - | ----- | ------ |
| 1    | Keith Deller (7) | 2 | 0 | 6:2   | 4      |
| 2    | Dennis Smith     | 1 | 1 | 5:3   | 2      |
| 3    | Kevin Spiolek    | 0 | 2 | 0:6   | 0      |

Gruppe D
| Spieler 1            | Ergebnis | Spieler 2            |
| -------------------- | -------- | -------------------- |
| Phil Taylor 90,18    | 3:0      | Chris Mason 79,96    |
| Gerald Verrier 84,54 | 3:1      | Chris Mason 80,04    |
| Phil Taylor 87,83    | 3:0      | Gerald Verrier 76,10 |

| Rang | Spieler         | S | N | Sätze | Punkte |
| ---- | --------------- | - | - | ----- | ------ |
| 1    | Phil Taylor (2) | 2 | 0 | 6:0   | 4      |
| 2    | Gerald Verrier  | 1 | 1 | 3:4   | 2      |
| 3    | Chris Mason     | 0 | 2 | 1:6   | 0      |

#### Untere Hälfte
Gruppe E
| Spieler 1             | Ergebnis | Spieler 2             |
| --------------------- | -------- | --------------------- |
| Peter Evison 88,77    | 3:1      | Steve Raw 82,07       |
| Cliff Lazarenko 81,76 | 1:3      | Steve Raw 78,75       |
| Peter Evison 92,02    | 3:0      | Cliff Lazarenko 73,49 |

| Rang | Spieler          | S | N | Sätze | Punkte |
| ---- | ---------------- | - | - | ----- | ------ |
| 1    | Peter Evison (4) | 2 | 0 | 6:1   | 4      |
| 2    | Steve Raw        | 1 | 1 | 4:4   | 2      |
| 3    | Cliff Lazarenko  | 0 | 2 | 1:6   | 0      |

Gruppe F
| Spieler 1          | Ergebnis | Spieler 2       |
| ------------------ | -------- | --------------- |
| Jamie Harvey 87,34 | 3:2      | Paul Lim 87,75  |
| John Lowe 83,45    | 3:1      | Paul Lim 82,73  |
| Jamie Harvey 82,00 | 3:2      | John Lowe 81,18 |

| Rang | Spieler          | S | N | Sätze | Punkte |
| ---- | ---------------- | - | - | ----- | ------ |
| 1    | Jamie Harvey (5) | 2 | 0 | 6:4   | 4      |
| 2    | John Lowe        | 1 | 1 | 5:4   | 2      |
| 3    | Paul Lim         | 0 | 2 | 3:6   | 0      |

Gruppe G
| Spieler 1            | Ergebnis | Spieler 2            |
| -------------------- | -------- | -------------------- |
| Rod Harrington 85,62 | 2:3      | Shayne Burgess 83,82 |
| Rod Harrington 80,54 | 3:1      | Sean Downs 76,52     |
| Shayne Burgess 86,76 | 1:3      | Sean Downs 82,85     |

| Rang | Spieler            | S | N | Sätze | Punkte |
| ---- | ------------------ | - | - | ----- | ------ |
| 1    | Rod Harrington (8) | 1 | 1 | 5:4   | 2      |
| 2    | Sean Downs         | 1 | 1 | 4:4   | 2      |
| 3    | Shayne Burgess     | 1 | 1 | 4:5   | 2      |

Gruppe H
| Spieler 1              | Ergebnis | Spieler 2             |
| ---------------------- | -------- | --------------------- |
| Dennis Priestley 90,98 | 3:0      | Steve Brown 84,33     |
| Ritchie Gardner 77,60  | 2:3      | Steve Brown 80,19     |
| Dennis Priestley 88,41 | 3:1      | Ritchie Gardner 81,26 |

| Rang | Spieler              | S | N | Sätze | Punkte |
| ---- | -------------------- | - | - | ----- | ------ |
| 1    | Dennis Priestley (1) | 2 | 0 | 6:1   | 4      |
| 2    | Steve Brown          | 1 | 1 | 3:5   | 2      |
| 3    | Ritchie Gardner      | 0 | 2 | 3:6   | 0      |

### Viertelfinale, Halbfinale, Finale
|  | Viertelfinale (2.–3. Januar) | Viertelfinale (2.–3. Januar) | Viertelfinale (2.–3. Januar) |  |  | Halbfinale (4. Januar) | Halbfinale (4. Januar) | Halbfinale (4. Januar) |  |  | Finale (5. Januar) | Finale (5. Januar)     | Finale (5. Januar) |
|  |                              |                              |                              |  |  |                        |                        |                        |  |  |                    |                        |                    |
|  |                              | Eric Bristow 85,78           | 5                            |  |  |                        |                        |                        |  |  |                    |                        |                    |
|  | 6                            | Alan Warriner 88,81          | 3                            |  |  |                        |                        |                        |  |  |                    |                        |                    |
|  |                              |                              |                              |  |  |                        | Eric Bristow 86,97     | 4                      |  |  |                    |                        |                    |
|  |                              |                              |                              |  |  | 2                      | Phil Taylor 93,73      | 5                      |  |  |                    |                        |                    |
|  | 7                            | Keith Deller 87,39           | 1                            |  |  |                        |                        |                        |  |  |                    |                        |                    |
|  | 2                            | Phil Taylor 98,58            | 5                            |  |  |                        |                        |                        |  |  |                    |                        |                    |
|  |                              |                              |                              |  |  |                        |                        |                        |  |  | 2                  | Phil Taylor 100,91     | 6                  |
|  |                              |                              |                              |  |  |                        |                        |                        |  |  | 1                  | Dennis Priestley 96,79 | 3                  |
|  | 4                            | Peter Evison 91,39           | 5                            |  |  |                        |                        |                        |  |  |                    |                        |                    |
|  | 5                            | Jamie Harvey 83,96           | 3                            |  |  |                        |                        |                        |  |  |                    |                        |                    |
|  |                              |                              |                              |  |  | 4                      | Peter Evison 91,32     | 4                      |  |  |                    |                        |                    |
|  |                              |                              |                              |  |  | 1                      | Dennis Priestley 94,34 | 5                      |  |  | Spiel um Platz 3   | Spiel um Platz 3       | Spiel um Platz 3   |
|  | 8                            | Rod Harrington 94,50         | 2                            |  |  |                        |                        |                        |  |  |                    | Eric Bristow 83,23     | 2                  |
|  | 1                            | Dennis Priestley 94,73       | 5                            |  |  |                        |                        |                        |  |  | 4                  | Peter Evison 83,25     | 4                  |

|  |  |
|  |  |

## Statistiken

### Teilnehmer pro Land und Runde
|               | ENG | USA | SCO | IRL | Gesamt |
| ------------- | --- | --- | --- | --- | ------ |
| Finale        | 2   | 0   | 0   | 0   | 2      |
| Halbfinale    | 4   | 0   | 0   | 0   | 4      |
| Viertelfinale | 7   | 0   | 1   | 0   | 8      |
| Gruppenphase  | 17  | 6   | 1   | 0   | 24     |
| Vorrunde      | 3   | 2   | 0   | 1   | 6      |
| Gesamt        | 18  | 7   | 1   | 1   | 27     |

### Höchste Averages
Die Tabelle nennt alle Spieler, die in einem Match einen Average von mindestens 100 erzielten. 
| # | Spieler     | Runde  | Average | Ergebnis |
| - | ----------- | ------ | ------- | -------- |
| 1 | Phil Taylor | Finale | 100,91  | Sieg     |

## Nachweise
- Steve Morgan: 25 Years of the PDC World Darts Championship. Scratching Shed Publishing, Leeds 2018, ISBN 978-1999333928.
- Jacques Nieuwlaat: PDC World Championship 1997 - Match results. In: mastercaller.com, abgerufen am 1. Januar 2020.